# Emmy Leemans
Emmy Leemans (Gent, 10 januari 1933) is een Vlaamse actrice.  Haar bekendste rol is die van Gaby in Het Park en die van Bertha Bank in Het Pleintje. Ze was ook twintig jaar docente aan de Studio Herman Teirlinck.
Tot haar pensioen in 1998 was ze daarnaast vast verbonden aan het dramatisch gezelschap van de VRT en speelde ze rollen in Postbus X (postmeester), De Kotmadam (mevrouw Mertens), Windkracht 10 (moeder van Walter), Spoed (Betty Pauwels), F.C. De Kampioenen (Amelie De Smeyter), Thuis (Leflo), Het eiland en Flikken (Mariette in 2000, Moedertje Possemiers in 2008).
Leemans speelde van 2008 tot en met 2009  Yvonne in Familie.
Leemans werkte ook mee aan talloze hoorspelen en was te horen in onder meer Russische roulette (1966), 't Koekoeksnest (Freek Neirynck, 1990-1997) en God Pomerantz (Ephraim Kishon - Jos Joos, 1973).